# Косьцелець (Малопольське воєводство)
Косьцелець (пол. Kościelec) — село в Польщі, у гміні Прошовиці Прошовицького повіту Малопольського воєводства.
Населення — 622 особи (2011).
У 1975-1998 роках село належало до Краківського воєводства.

## Демографія
Демографічна структура станом на 31 березня 2011 року:
|          | Загалом | Допрацездатний вік | Працездатний вік | Постпрацездатний вік |
| -------- | ------- | ------------------ | ---------------- | -------------------- |
| Чоловіки | 294     | 56                 | 215              | 23                   |
| Жінки    | 328     | 62                 | 188              | 78                   |
| Разом    | 622     | 118                | 403              | 101                  |